# Bulbinella angustifolia
Bulbinella angustifolia es una especie de planta bulbosa perteneciente a la familia Xanthorrhoeaceae. Es originaria de Nueva Zelanda.

## Descripción
Es una planta bulbosa con las flores amarillas y las hojas estrechas como cintas, que crece hasta alcanzar un tamaño de 1 m de altura. Las hojas tienen hasta 45 cm de largo y 1,5 cm de ancho. Las flores florecen en verano.

## Distribución y hábitat
Bulbinella angustifolia se encuentra en pastizales, en zonas de alta montaña en la Isla Sur, Nueva Zelanda, donde es el miembro más común del género.

## Taxonomía
Bulbinella angustifolia fue descrita por (Cockayne & Laing) L.B.Moore y publicado en  New Zealand Journal of Botany 2: 296, en el año 1964.
Sinonimia
- Bulbinella hookeri var. angustifolia Cockayne & Laing[3]